# Evgueni Lebedev (homme d'affaires)
Evgueni Alexandrovitch Lebedev, baron Lebedev (Evgueni Aleksandrovitch Lebedev; né le 8 mai 1980), est un homme d'affaires russo-britannique, propriétaire de Lebedev Holdings Ltd, qui possède à son tour l'Evening Standard et l'ESTV (London Live). Il est également investisseur dans The Independent.
Il tire sa richesse de son père, Alexandre Lebedev, un oligarque russe et ancien officier du KGB,, qui a été inscrit sur la liste des sanctions du Canada à la suite de l'invasion russe de l'Ukraine en 2022.
En juillet 2020, Lebedev est nommé pour une pairie à vie par le Premier ministre britannique Boris Johnson pour la philanthropie et les services aux médias, une décision qui a suscité des critiques,,. Le Sunday Times allègue que les services de sécurité britanniques ont averti que l'octroi d'une pairie à Lebedev posait un risque pour la sécurité nationale, mais Johnson a persisté malgré l'évaluation des services de sécurité. Lebedev siège à la Chambre des lords en tant que pair à vie Crossbencher depuis le 19 novembre 2020.

## Jeunesse et éducation
Né à Moscou, Lebedev est le fils d'Alexandre Lebedev, un banquier russe et ancien officier de la première direction générale du KGB de l'URSS et plus tard de son successeur, le SVR, et de sa première épouse, l'ingénieur Natalia Sokolova ; son grand-père maternel Vladimir Sokolov (en) est un scientifique et membre de l'Académie des sciences de l'URSS, plus tard l'Académie des sciences de Russie.
Il s'installe à Londres à l'âge de huit ans, lorsque son père commence à travailler à la rezidentura du KGB à l'ambassade soviétique. Il fréquente l'école primaire St Barnabas and St Philip's Church of England à Kensington, suivie de la Holland Park Comprehensive School et de la Mill Hill School. Il étudie l'histoire de l'art chez Christie's à Londres. Depuis, il vit au Royaume-Uni et est devenu citoyen britannique (avec double nationalité) en 2010.

## Intérêts dans les médias
Le 21 janvier 2009, Evgeny et son père achètent 65% dans le journal Evening Standard. Les propriétaires précédents, Daily Mail et General Trust plc, continuent de détenir 24,9 % de la société. Sous la propriété des Lebedev, il devient un journal gratuit en octobre 2009 ; la diffusion triple immédiatement à 700 000 exemplaires.
Le 25 mars 2010, quelques semaines seulement avant sa fermeture, Lebedev achète The Independent et The Independent on Sunday. Le 26 octobre, le journal i a été lancé, le premier quotidien national à être lancé au Royaume-Uni depuis The Independent en 1986, à une époque de baisse des tirages de journaux et de fermetures de titres. En 2011, il lance The Journalism Foundation, pour promouvoir "un journalisme libre et indépendant dans le monde", bien qu'il ait été fermé au bout d'un an.
En février 2016, Independent Press Ltd conclut un accord pour vendre le i à Johnston Press et The Independent devient uniquement numérique à partir de mars 2016. En 2019, il est signalé que le secrétaire à la Culture du gouvernement, Jeremy Wright a publié un avis d'intervention d'intérêt public et une enquête sur la vente par Lebedev d'une participation de 30% dans les publications à un investisseur saoudien privé,. L'enquête de l'Autorité de la concurrence et des marchés révèle que la vente "n'entraînerait pas" une diminution substantielle de la concurrence "". L'Ofcom juge que la vente n'a conduit à "aucune influence" sur les médias contrôlés par l'homme d'affaires anglo-russe,.

## Influence politique
Lebedev est copropriétaire de The Grapes, un pub au bord de la rivière à Limehouse, Londres, avec Ian McKellen et Sean Mathias. En 2012, il rachète l'hôtel Château Gütsch à Lucerne, en Suisse, et charge Martyn Lawrence Bullard de le rénover. Il l'a ensuite vendu à Kirill Androsov.
Il entretient une amitié avec Boris Johnson depuis la fin des années 2000. L' Evening Standard de Lebedev soutient Johnson en tant que maire de Londres. Johnson aurait assisté à des soirées vodka et caviar organisées par Alexander et Evgeny Lebedev au Royaume-Uni et en Italie tout au long des années 2010. Selon le Byline Times, leur relation a suscité des inquiétudes dans les cercles de sécurité britanniques, qui ont évalué à la fois Johnson et Lebedev comme des risques pour la sécurité. Le Byline Times rapporte que l'évaluation d'Evgeny Lebedev en tant que risque pour la sécurité a changé en juin 2020, la décision aurait été poussée par des responsables du Cabinet Office,.

### Pairie
En juillet 2020, Lebedev est nommé pour une pairie à vie par Boris Johnson dans les honneurs politiques 2020. Le 19 novembre 2020, il est créé baron Lebedev, de Hampton dans le London Borough of Richmond upon Thames et de Sibérie dans la fédération de Russie. Lebedev siège aux Lords en tant que crossbencher et prononce son premier discours le 12 mai 2021 lors du débat sur le discours de la reine après l'ouverture officielle du Parlement en 2021.
Le Guardian décrit Lebedev comme "un nom surprise parmi les 36 nominations à la pairie à vie qui ont conduit à des accusations de" copinage "contre le Premier ministre".

## Mécénat
Lebedev est le mécène du fonds Dispossessed ' l'Evening Standard, qui aide à lutter contre la pauvreté à Londres, et a levé plus de 13 millions de livres sterling depuis son lancement en 2010. En 2018, il lance #AIDSFree, une campagne à titres croisés entre The Independent et Evening Standard pour collecter des fonds pour la Elton John AIDS Foundation.

## Vie privée
Selon le Daily Telegraph, Lebedev a eu une relation avec l'actrice britannique Joely Richardson. Il nie les rumeurs selon lesquelles il serait gay, ce qui lui a valu le surnom de "Two Beards" inventé par Private Eye.
Lebedev collectionne l'art britannique moderne et possède des pièces de Tracey Emin, Antony Gormley, Damien Hirst, Francis Bacon, Lucian Freud et Jake et Dinos Chapman. Selon le New Statesman, il possède également une vaste connaissance de l'art de la Renaissance et de la poésie vorticiste.